# Jeunesse Arena
La Jeunesse Arena, conosciuta anche con il nome di Arena Olímpica do Rio, è un impianto sportivo polivalente coperto situato a Barra da Tijuca, all'interno del parco olimpico di Rio de Janeiro. In passato nominata HSBC Arena per ragioni di sponsorizzazione. L'arena è la casa del Clube de Regatas do Flamengo e ha una capienza di 14 981 persone nella configurazione standard e di 18 768 quando è utilizzata per i concerti.

## Storia
La struttura venne costruita tra il 2005 e il 2007 sul sito del Circuito di Jacarepaguá, demolito definitivamente tra il 2012 e il 2013. Fu costruita appositamente per ospitare le cerimonie di apertura e chiusura e le gare di pallavolo e di ginnastica artistica dei Giochi panamericani del 2007 e nel 2008 assunse l'attuale nome di HSBC Arena.
Nel 2016 la struttura ha ospitato le gare di ginnastica artistica, ginnastica ritmica e del trampolino elastico dei Giochi della XXXI Olimpiade, nonché le gare di pallacanestro in carrozzina dei XV Giochi paralimpici estivi. Nel corso dei giochi, per via della politica del Comitato Olimpico Internazionale di non permettere sponsorizzazioni nei nomi delle sedi olimpiche, l'arena è tornata ad essere nota con il nome originale di Arena Olímpica do Rio.